# فلترانژ
فلترانژ (به فرانسوی: Flétrange) یک کمون در فرانسه است که در Canton of Faulquemont واقع شده‌است.

## خصوصیات
فلترانژ ۶٫۰۷ کیلومترمربع مساحت و ۷۳۵ نفر جمعیت دارد و ۳۰۰ متر بالاتر از سطح دریا واقع شده‌است.